# Karpe
Karpen (Cyprinus carpio) er en karpefisk i karpefamilien. Fisken er en udbredt ferskvandsfisk i eutrofierede søer og større vandløb i Europa og Asien, men den er blevet indført over hele verden. Den kan blive op til 1,2 meter lang og veje op imod 40 kg. Den ældste kendte karpe blev 47 år gammel. Vilde karper når dog kun 20-33% af den maksimale vægt. I Danmark dyrkes der et ekstensivt lystfiskeri efter karpe.
Kendetegn: Karpens skældragt varierer inden for forskellige hovedtyper. De vigtigste er: Skælkarpen, der har ensartede skæl, spejl-karpen, der har få skæl af forskellig størrelse, og læderkarpen, der nærmest er skælløs.
I overmunden sidder to lange og to korte skægtråde. Ryggen er mørkeblå, sort eller mørkegrøn og bugen er gullig. Kødet er mørkt og ret hårdt i konsistensen. Den er en ret god spisefisk, der især er vigtig næring i Østeuropa og Østen.
Efter gammel tradition spiser jøderne fiskefrikadeller blandet af forskellige karpearter. Ligeledes er der tradition for at spise karpe til jul i Polen og Litauen.. 
Føde: Karpen søger sin føde i alle vandlag. Den æder planter, snegle, muslinger og alger. Den åbner munden på vid gab og suger føden ind som en støvsuger.
Kønsmodning: Den gyder om sommeren, når vandtemperaturen i et par måneder har været over 18 grader. Æggene gydes på lavt vand med mange vandplanter og masser af sollys. Æggene klæber fast til vandplanterne, til de klækkes 5 til 10 dage senere. På grund af kravene til vandtemperaturen er der flere år, hvor karpens æg ikke udklækkes.
Størrelse: Der er intet mindste fangstmål. Den europæiske rekord, der er sat i 1955 i Saône, Frankrig, lyder på 40 kg/115 cm. Den normale maximale størrelse og vægt er på 10 kg og 75 cm. Dansk rekord: 23,05 kg – fanget i 2005.
Levested: Karpen lever i vandområder med blød dyndbund, men også på tilgroet sandbund. Frem for alt foretrækker den roligt varmt vand.